# The Zombies
The Zombies – brytyjska grupa muzyczna, utworzona w 1961 roku przez Roda Argenta (klawisze, harmonijka, skrzypce i śpiew), Paula Atkinsona (gitara, harmonijka, skrzypce), Colina Blunstone'a (gitara i śpiew), Hugh Grundy'ego (perkusja) i Chrisa White'a (gitara basowa i śpiew). Grupa ta była jedną z pierwszych grup brytyjskich, której piosenka She`s Not There znalazła się na amerykańskich listach przebojów. Następnym wielkim przebojem grupy było nagranie Tell Her No. Grupa rozpadła się w 1967 roku. W 2019 wprowadzona do Rock and Roll Hall of Fame.

## Dyskografia
- „Begin Here” (Decca) 1965
- „Zombies” (Decca)
- „Odessey and Oracle” (CBS) 1968
- „The World of The Zombies” (Decca)
- „Time of The Zombies” 2LP, (Epic) 1973
- „Rock Roots: The Zombies” (Decca) 1976
- „The Singles” (See for Miles)
- „Collection Volume 1 & 2” (Impact)
- „Night Riding” (Knight) 1990